# Пётр из Дании (доминиканец)
Пётр из Дании (лат. Petrus Philomena de Dacia, швед. Petrus de Dacia; около 1235, Готланд, Готланд — 1289, приход Кафедрального собора Висбю, Готланд) — шведский монах доминиканского ордена, живший в Готланде, которого считают первым писателем Швеции, хотя он и писал на латыни. Известен также как Petrus av Dacia, Pierre de Dacie, Peter of Dacia, Petrus Daciensis, Petrus Gutensis, Petrus Gothensis.
В 1266—1269 годах обучался в Кёльне, продолжил учёбу в 1269—1270 годах в Париже. Затем с 1271 года был преподавателем в Швеции в г. Шенинге (шв. Skänningе) и г. Вестеросе. Служил настоятелем в г. Висбю.
Пётр известен своей перепиской и 15-ю встречами с Кристиной Стоммельнской (Stommeln), бегинкой, первой женщиной, у которой, как сообщается в средневековой книге «Codex Iuliacensis» (между 1320—1350 годами) были документально зафиксированы стигматы.
Кристина жила в расположенной северо-западнее Кёльна деревне Стоммельн, принадлежащей герцогству Юлих Священной Римской империи, мощи её хранятся и почитаются там и сегодня.

## Ссылка
- PETRUS von Dacien Архивная копия от 25 мая 2011 на Wayback Machine